# Capasa spodographa
Capasa spodographa là một loài bướm đêm trong họ Geometridae.